# Europamästerskapen i fäktning 2025
Europamästerskapen i fäktning 2025 arrangerades mellan den 14 och 19 juni 2025 i Genua i Italien. Det var den 36:e upplagan av europamästerskapen i fäktning.

## Medaljörer

### Herrar
| Gren         | Guld                                                                   | Silver                                                                    | Brons                                                                                                 |
| Florett      | Guillaume Bianchi · Italien                                            | Anas Anane · Frankrike                                                    | Carlos Llavador · Spanien                                                                             |
| Florett      | Guillaume Bianchi · Italien                                            | Anas Anane · Frankrike                                                    | Tommaso Marini · Italien                                                                              |
| Värja        | Roman Svitjkar · Ukraina                                               | Matteo Galassi · Italien                                                  | Gergely Siklósi · Ungern                                                                              |
| Värja        | Roman Svitjkar · Ukraina                                               | Matteo Galassi · Italien                                                  | Andrea Santarelli · Italien                                                                           |
| Sabel        | Rémi Garrigue · Frankrike                                              | Áron Szilágyi · Ungern                                                    | Jean-Philippe Patrice · Frankrike                                                                     |
| Sabel        | Rémi Garrigue · Frankrike                                              | Áron Szilágyi · Ungern                                                    | Frederic Kindler · Tyskland                                                                           |
| Florett, lag | Italien Guillaume Bianchi Alessio Foconi Filippo Macchi Tommaso Marini | Frankrike Anas Anane Pierre Loisel Maxime Pauty Rafael Savin              | Individuella neutrala idrottare Anton Borodatjov Kirill Borodatjov Aleksandr Kerik Vladislav Mylnikov |
| Värja, lag   | Frankrike Paul Allègre Alexandre Bardenet Gaétan Billa Luidgi Midelton | Nederländerna Rafaël Tulen Tristan Tulen David van Nunen Konrad Veenenbos | Italien Gianpaolo Buzzachino Davide Di Veroli Matteo Galassi Andrea Santarelli                        |
| Sabel, lag   | Ungern Nikolász Iliász Krisztián Rabb András Szatmári Áron Szilágyi    | Italien Luca Curatoli Michele Gallo Matteo Neri Pietro Torre              | Individuella neutrala idrottare Dmitrij Danilenko Pavel Graudyn Anatolij Kostenko Kirill Tiuljukov    |

### Damer
| Gren         | Guld                                                               | Silver                                                                  | Brons                                                                    |
| Florett      | Eva Lacheray · Frankrike                                           | Carolina Stutchbury · Storbritannien                                    | Martina Batini · Italien                                                 |
| Florett      | Eva Lacheray · Frankrike                                           | Carolina Stutchbury · Storbritannien                                    | Flóra Pásztor · Ungern                                                   |
| Värja        | Ajzanat Murtazajeva Individuella neutrala idrottare                | Katrina Lehis · Estland                                                 | Sara Maria Kowalczyk · Italien                                           |
| Värja        | Ajzanat Murtazajeva Individuella neutrala idrottare                | Katrina Lehis · Estland                                                 | Alberta Santuccio · Italien                                              |
| Sabel        | Sarah Noutcha · Frankrike                                          | Alina Komasjtjuk · Ukraina                                              | Sylwia Matuszak · Polen                                                  |
| Sabel        | Sarah Noutcha · Frankrike                                          | Alina Komasjtjuk · Ukraina                                              | Sugár Katinka Battai · Ungern                                            |
| Florett, lag | Italien Martina Batini Anna Cristino Arianna Errigo Alice Volpi    | Frankrike Anita Blaze Eva Lacheray Pauline Ranvier Morgane Patru        | Spanien Andrea Breteau María Díaz María Mariño Ariadna Tucker            |
| Värja, lag   | Ukraina Inna Brovko Vlada Charkova Olena Kryvytska Anna Maksymenko | Schweiz Pauline Brunner Angeline Favre Aurore Favre Fiona Hatz          | Italien Rossella Fiamingo Lucrezia Paulis Giulia Rizzi Alberta Santuccio |
| Sabel, lag   | Frankrike Sara Balzer Faustine Clapier Sarah Noutcha Toscane Tori  | Polen Zuzanna Cieślar Zuzanna Lenkiewicz Sylwia Matuszak Angelika Wątor | Italien Michela Battiston Chiara Mormile Manuela Spica Mariella Viale    |

## Medaljtabell
*   Värdland ( Italien)
| Nr                   | Nation                          | Guld | Silver | Brons | Totalt |
| -------------------- | ------------------------------- | ---- | ------ | ----- | ------ |
| 1                    | Frankrike                       | 5    | 3      | 1     | 9      |
| 2                    | Italien*                        | 3    | 2      | 8     | 13     |
| 3                    | Ukraina                         | 2    | 1      | 0     | 3      |
| 4                    | Ungern                          | 1    | 1      | 3     | 5      |
| –                    | Individuella neutrala idrottare | 1    | 0      | 2     | 3      |
| 5                    | Polen                           | 0    | 1      | 1     | 2      |
| 6                    | Estland                         | 0    | 1      | 0     | 1      |
| 6                    | Nederländerna                   | 0    | 1      | 0     | 1      |
| 6                    | Schweiz                         | 0    | 1      | 0     | 1      |
| 6                    | Storbritannien                  | 0    | 1      | 0     | 1      |
| 10                   | Spanien                         | 0    | 0      | 2     | 2      |
| 11                   | Tyskland                        | 0    | 0      | 1     | 1      |
| Totalt (11 nationer) | Totalt (11 nationer)            | 12   | 12     | 18    | 42     |